# Let There Be More Light (singel Pink Floyd)
Let There Be More Light – pierwszy utwór z drugiego albumu brytyjskiej grupy rockowej Pink Floyd, A Saucerful of Secrets. W limitowanym nakładzie został także wydany na czwartym amerykańskim singlu zespołu. Rzadkie, dostępne tylko w Stanach Zjednoczonych wydanie singlowe, w odróżnieniu od płytowego, nagrane jest w wersji mono, a na stronie B znajduje się piosenka „Remember a Day”. Singel nie dostał się na listy przebojów. „Let There Be More Light” wykonywane było przez Pink Floyd na żywo w latach 1968–1969, najczęściej jako bis.

## Utwór
Utwór w całości napisany został przez ówczesnego lidera grupy, śpiewającego basistę Rogera Watersa. Rozpoczyna się ciekawą psychodeliczną linią basu, następnie wchodzą wokale. Pierwsze, łagodniejsze linie wokalne śpiewane są przez Ricka Wrighta z szepczącym w tle Rogerem Watersem, natomiast następujący po nich ostrzejszy refren wykonuje David Gilmour. Ostatnie dwie minuty utworu to pierwsze w dyskografii Pink Floyd gilmourowskie solo gitarowe, z jego charakterystycznym „podniosłym” podejściem do prostych dźwięków, potraktowanych dodatkowo efektami zaburzenia czy echa.
Tekst utworu zainspirowany został różnorodnymi ikonami science fiction, takimi jak na przykład Diuna Franka Herberta oraz dzieła Roberta Heinleina, Raya Bradbury’ego czy Arthura C. Clarke’a. Można także znaleźć odniesienia do marsjańskiej trylogii Edgara Rice’a Burroughsa i A.E. Van Vogta. Pojawia się także aluzja do piosenki Beatlesów, „Lucy in the Sky with Diamonds”: „The outer lock rolled slowly back / The servicemen were heard to sigh / For there revealed in flowing robes / Was Lucy in the sky”.

## Covery
- Brooke Cleaman wykonuje ten utwór na wydanym w 2003 albumie nagranym w hołdzie dla Pink Floyd, A Fair Forgery of Pink Floyd.

## Wykonawcy
- David Gilmour – gitara elektryczna, główny wokal w sekcjach chóru
- Rick Wright – organy Farfisa i Hammonda, główny wokal w sekcjach lirycznych
- Roger Waters – gitara basowa, szeptany wokal
- Nick Mason – bębny i perkusja